# Manganonordite-(Ce)
La manganonordite-(Ce) è un minerale appartenente al supergruppo della nordite.

## Etimologia
Il nome deriva dalla composizione chimica: è una nordite ricca di magnesio.